# Специальный комитет по расследованию затрагивающих права человека действий Израиля в отношении населения оккупированных территорий
Специальный комитет по расследованию действий Израиля, затрагивающих права человека в отношении палестинского народа и других арабов на оккупированных территориях (англ. Special Committee to Investigate Israeli Practices Affecting the Human Rights of the Palestinian People and Other Arabs of the Occupied Territories, UNSCIIP), также называемый Специальным комитетом по действиям Израиля — специальный комитет, учреждённый резолюцией 2443 (XXIII) Генеральной Ассамблеи Организации Объединённых Наций от 19 декабря 1968 года и призванный контролировать «соблюдение и реализацию прав человека на оккупированных территориях». Комитет состоит из представителей трех государств-участников, назначаемых Председателем Генеральной Ассамблеи.

## Задачи Специального комитета
Специальный комитет был создан для расследования израильских поселений на спорных территориях. Он готовит ежегодные проекты резолюций Генеральной Ассамблеи и другие документы. Он отчитывается перед Генеральной Ассамблеей через Четвёртый комитет по вопросам, касающимся израильских поселений, применимости Четвёртой Женевской конвенции и права палестинцев на возвращение. Самый последний отчет был опубликован 24 июня 2019 года. Мандат Специального комитета ежегодно продлевается, например, Резолюция 2727 от 15 декабря 1970 года и Резолюция 2851 от 20 декабря 1971 года.

## Достижения Специального комитета
Комитет выполнил три функции:
1) определил палестинский вопрос как политическую проблему, требующую политического решения,
2) дал возможность членам ООН высказать свое несогласие с империализмом и продемонстрировать солидарность с Третьим миром, и
3) предоставил платформу для выражения палестинского оптимизма в международном праве, тем самым поддержав ООН как глобально-утопическую инициативу.
В июне 2019 года в состав комитета входили Малайзия, Сенегал и Шри-Ланка.

## Реакция Израиля
Израиль отказался предоставить Специальному комитету доступ на спорные территории и отказался участвовать в его расследованиях.

## Отчёты
| Дата       | Число    | Заголовок |
| ---------- | -------- | --- |
| 24/10/1988 | А/43/694 | Доклад Специального комитета по расследованию затрагивающих права человека действий Израиля в отношении населения оккупированных территорий |
| 13/07/1989 | А/44/352 | Доклад Специального комитета по расследованию затрагивающих права человека действий Израиля в отношении населения оккупированных территорий |
| 12/10/1989 | А/44/599 | Доклад Специального комитета по расследованию затрагивающих права человека действий Израиля в отношении населения оккупированных территорий |
| 14/11/2017 | А/72/448 | Доклад Специального комитета по расследованию затрагивающих права человека действий Израиля в отношении населения оккупированных территорий |

## Окончание миссии
По данным Управления Верховного комиссара ООН, Специальный комитет провёл свою ежегодную миссию в Аммане (Иордания), с 4 по 7 июля 2022 года.